# 泰国政治
泰国政治在2014年5月22日前长期在君主立宪制框架内运行，总理是政府首脑，世袭君主是国家元首，司法机构独立于行政和立法部门。
2014年泰國政變废除了2007年宪法，名为全国和平与秩序委员会(NCPO)的军事组织接管了泰国。国家警察局局长废除了国民议会，并承担立法部门的职责。根据全国戒严令，由军事法庭负责处理通常由民事法庭管辖的一些案件。不过即使没有宪法，包括宪法法院在内的法院体系仍然保留。新内阁于2019年7月16日宣誓就职后，全国和平与秩序委员会正式解散。
泰王国长期处于国王的绝对统治之下。1932年暹羅立憲革命后，在西化官僚和传统军队的领导下，该国正式成为君主立宪制国家，首相为政府首脑。颁布了第一部成文宪法。政治成为新老精英、官僚和军方之间派系斗争的舞台。政变不时发生，经常使该国处于一个军政府的统治之下。迄今为止，泰国已有20部宪章和宪法 ，反映出该国高度的政治不稳定。
经济学人信息社在2019年将泰国评为“有缺陷的民主国家”，比上一年大幅增加1.69分。